# Markus Langes-Swarovski
Markus Langes-Swarovski (* 24. April 1974 in Innsbruck) ist ein österreichischer Unternehmer. Von 2002 bis 2020 leitete er die seit fünf Generationen in Familienbesitz befindliche Swarovski KG.

## Leben
Langes-Swarovski, Ururenkel des Firmengründers Daniel Swarovski und Sohn des langjährigen Konzernchefs Gernot Langes-Swarovski absolvierte zunächst ein Kunststudium und ein Studium der Sozial- und Wirtschaftswissenschaften an der LMU München. Danach bereitete ihn ein mehrjähriges internes Trainee-Programm auf Funktionen in der Konzernleitung vor. Im Alter von 28 Jahren folgte er seinem Vater als Konzernchef der Tiroler Swarovski KG nach.
Im Jahr 2007 war er mit dem Künstler André Heller bei der Neugestaltung der Wattener Swarovski Kristallwelten beteiligt, die im Dezember 2007 neu eröffnet wurden.

## Schriften
- Markus Langes-Swarovski (Hrsg.): Daniel Swarovski – eine Welt der Schönheit. Brandstätter, Wien 2005, ISBN 3-902510-12-9.